# Kanglei Yawol Kanna Lup
Kanglei Yawol Kanna Lup fou una organització política i militar de Manipur. El seu nom vol dir "Organització per a la Salvació del Moviment Revolucionari a Manipur".
Fou constituïda el 1994 mitjançant una unió estratègica del Front Unit d'Alliberament Nacional (facció de Namoijam Oken Singh), la facció Meiraba del Partit Revolucionari Popular de Kangleipak, i la facció Ibo Pishak del Partit Comunista de Kangleipak.
Una mica després el seu líder Oken i el comandant en cap Thouba Singh foren capturats per les forces de seguretat índies i el 1995 i 1996 va patir nombroses desercions i una part de l'organització va retornar al Front Unit d'Alliberament Nacional (facció R.K. Meghen Singh, alias Sana Yaima). Des del 1997 va començar a recuperar-se i actualment té uns 300 combatents.
Està aliat al Consell Nacional Socialista de Nagaland. El 2000 es va dividir en dues faccions. Va estar prohibida pel govern de l'Índia.